# Păduriș, Sălaj
Păduriș (în trecut Strâmba) este un sat în comuna Hida din județul Sălaj, Transilvania, România.

## Lăcașuri de cult
- Mănăstirea Strâmba, reînființată în 1993, cu hramul „Adormirea Maicii Domnului".

## Imagini

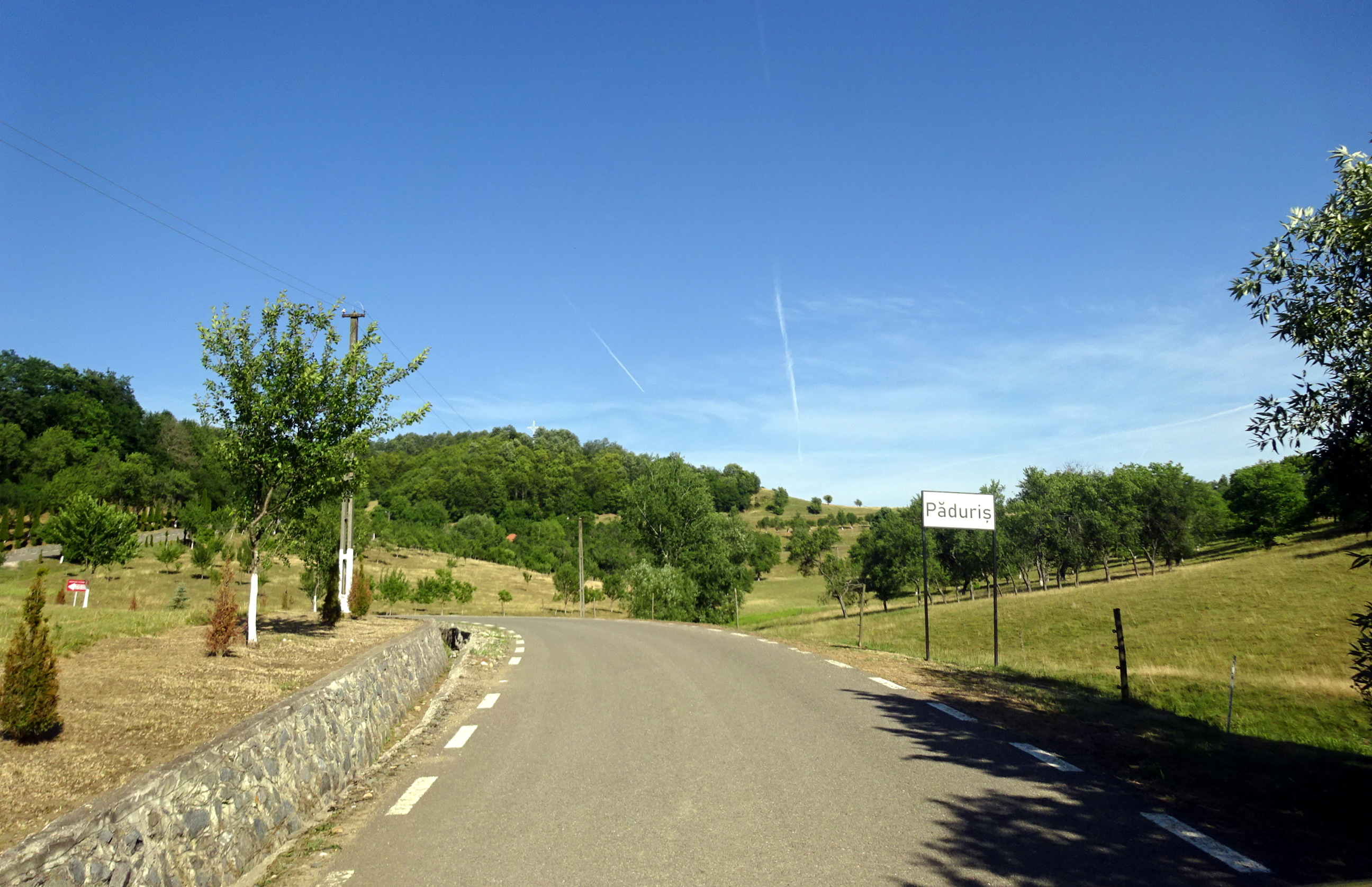
Intrarea în localitate
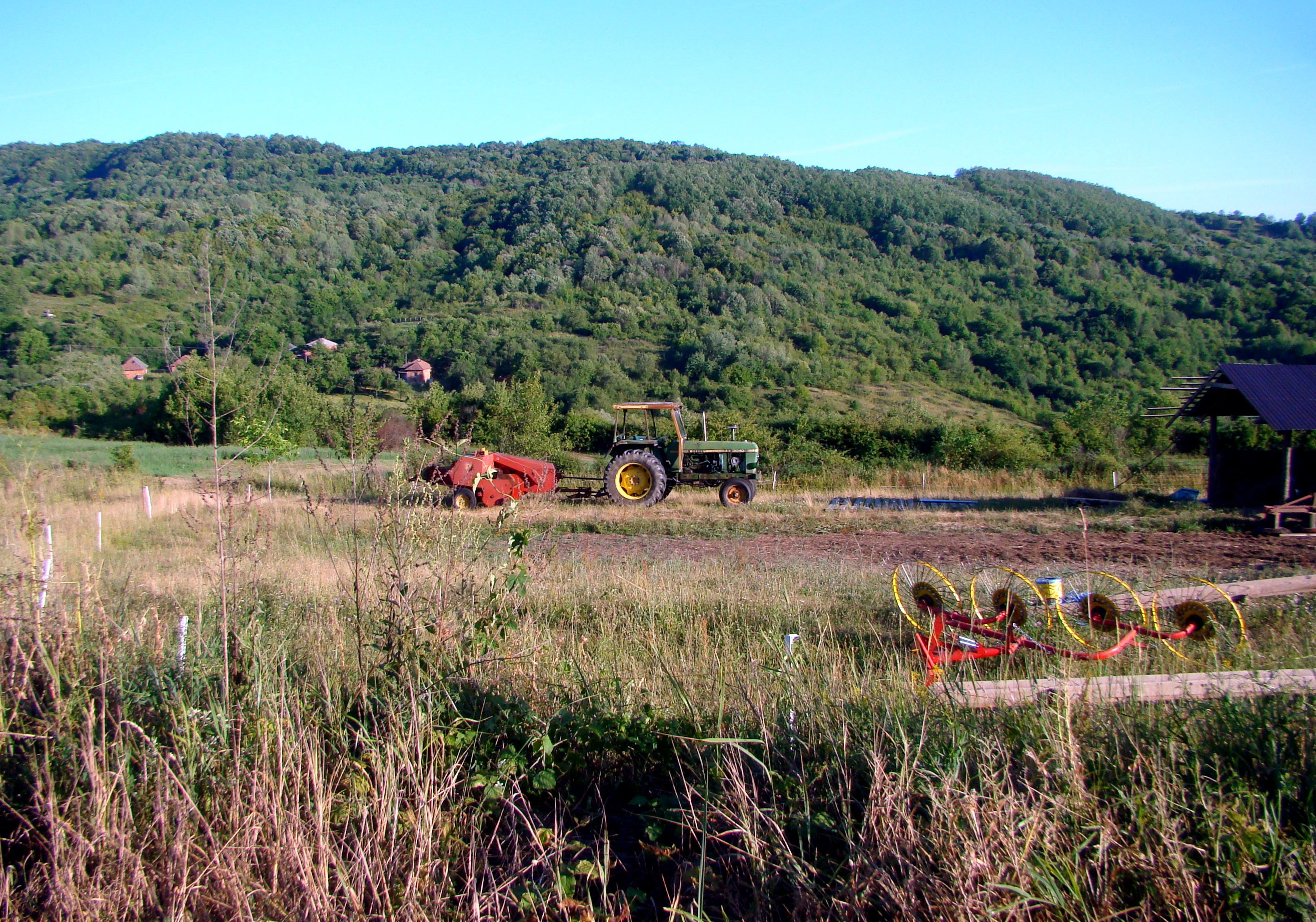
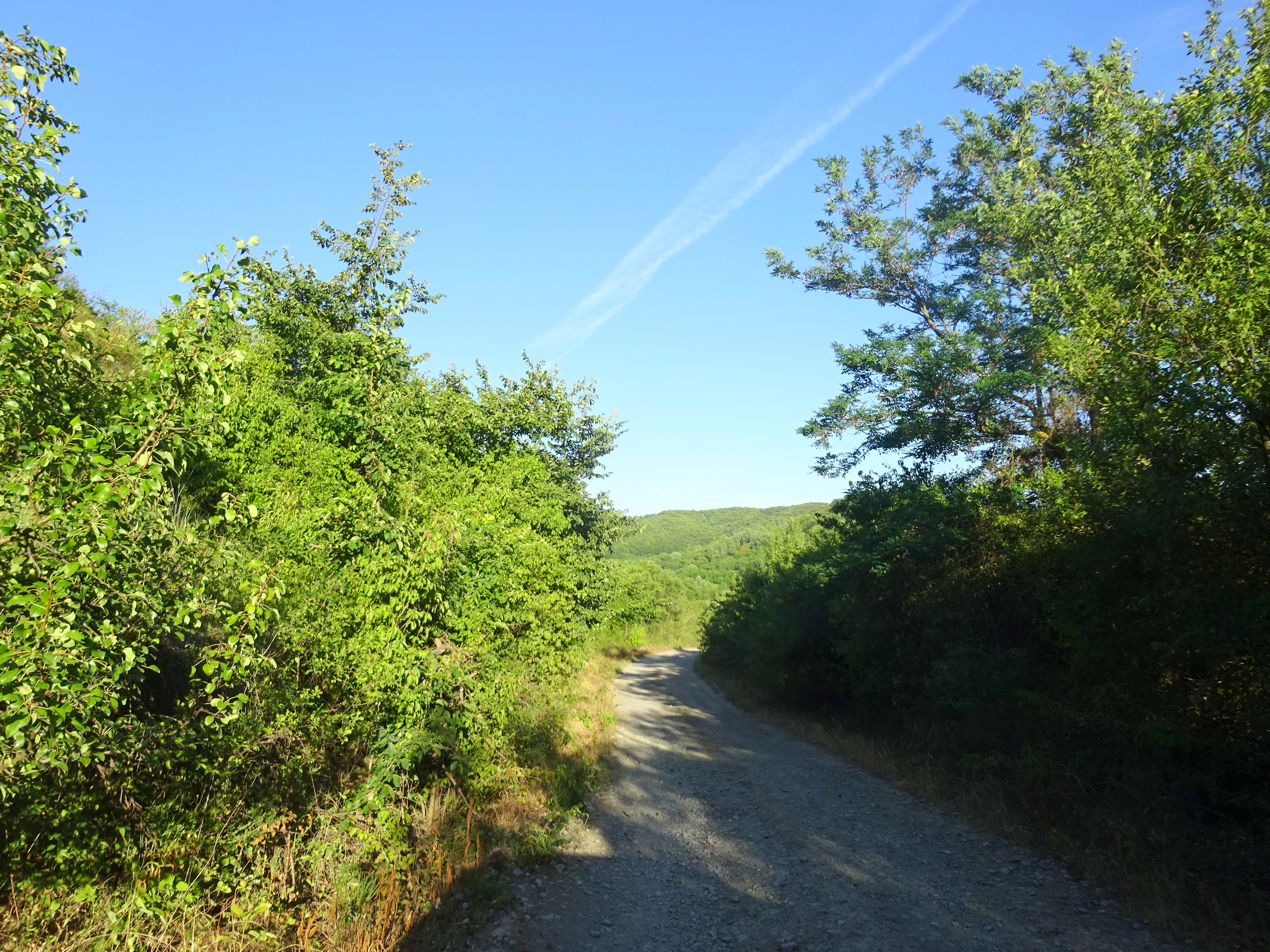
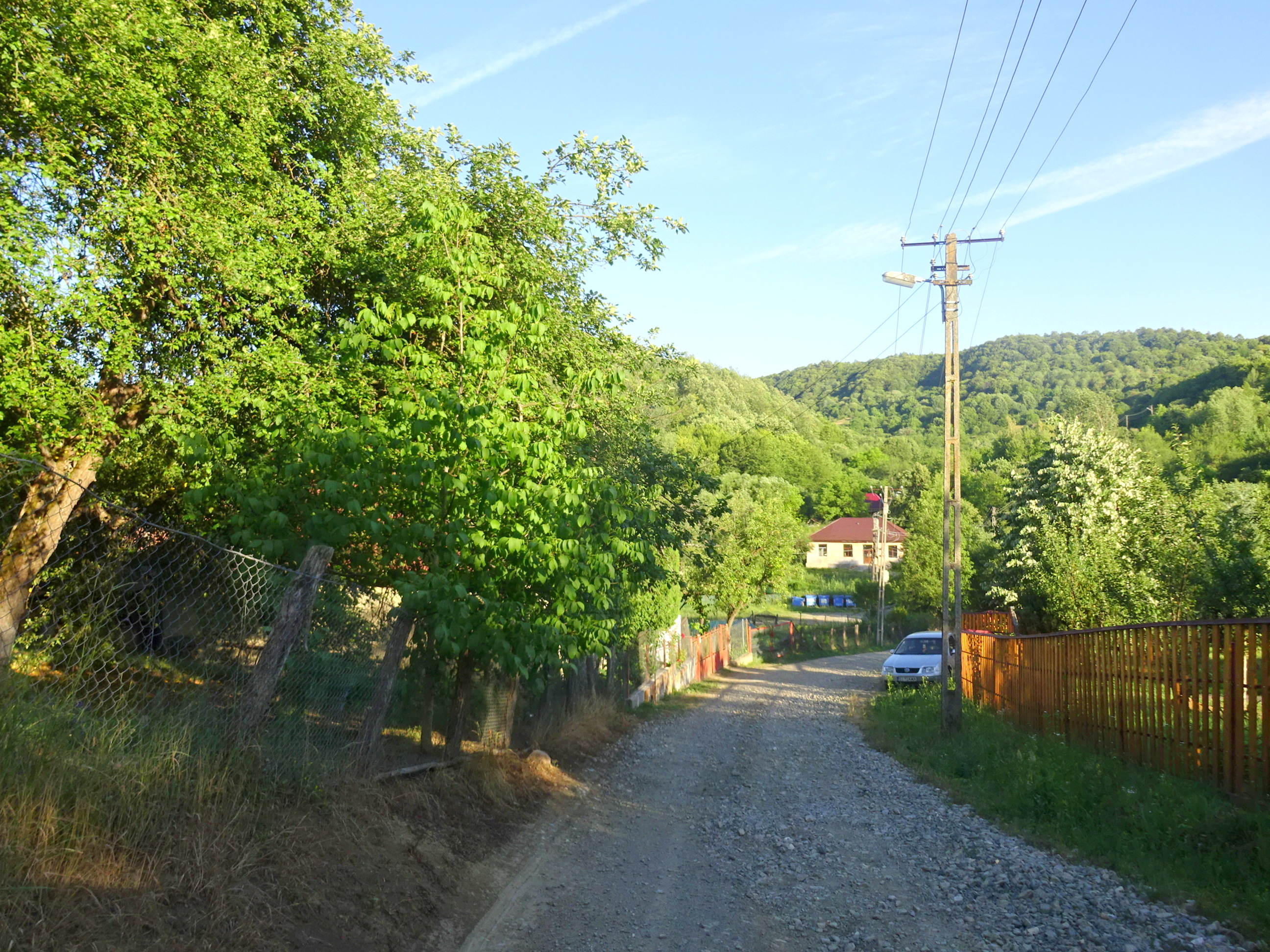
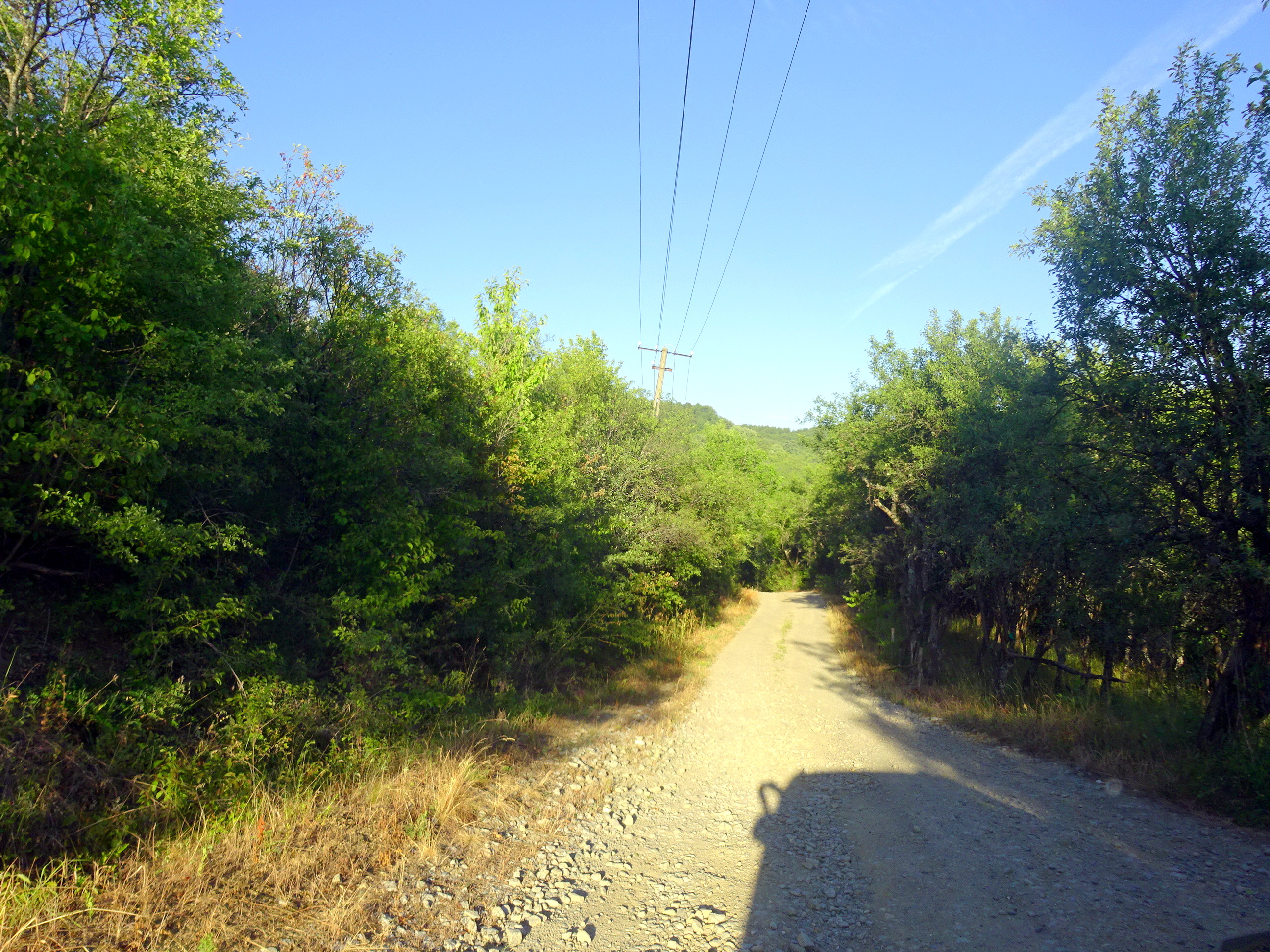
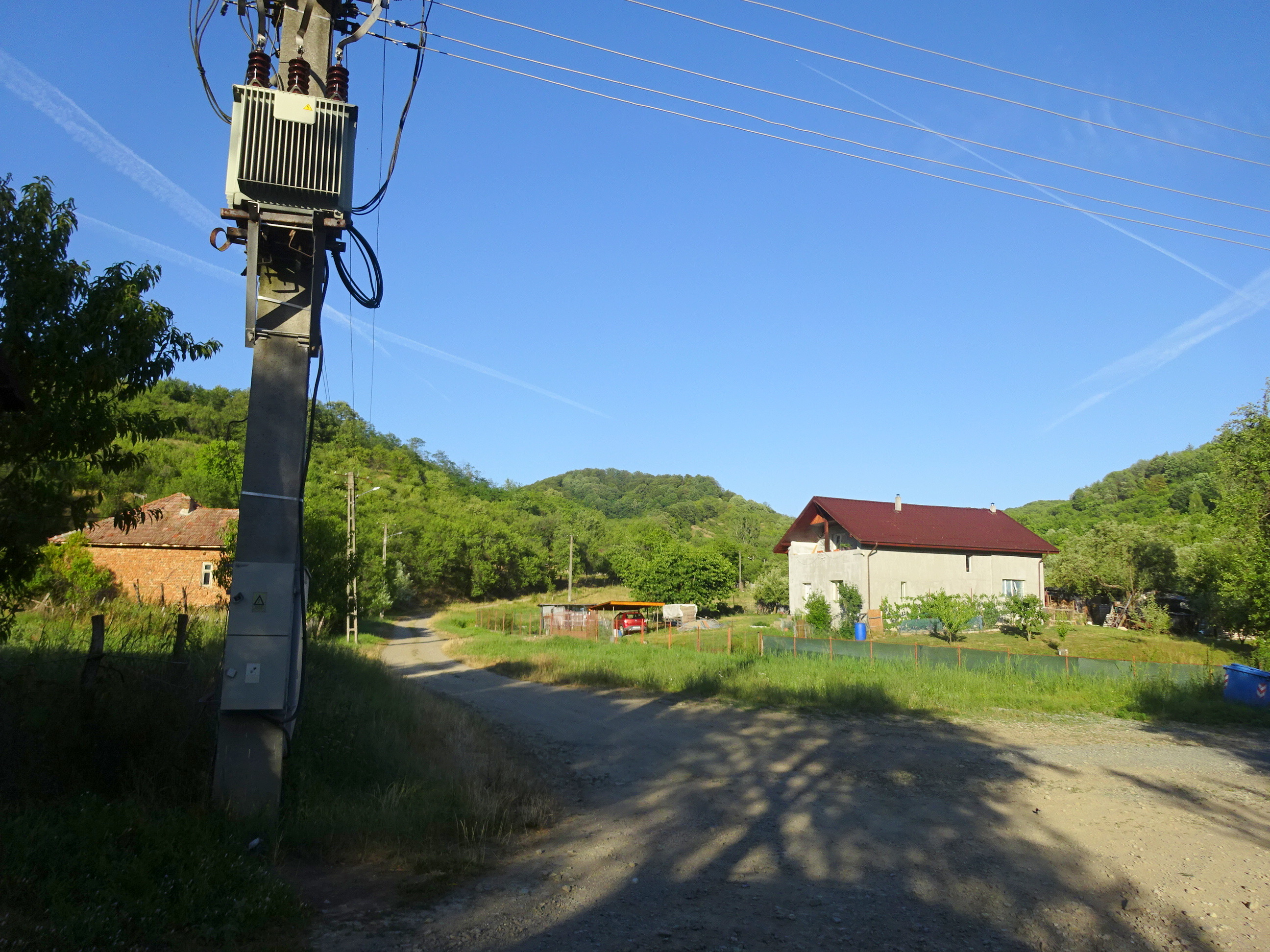
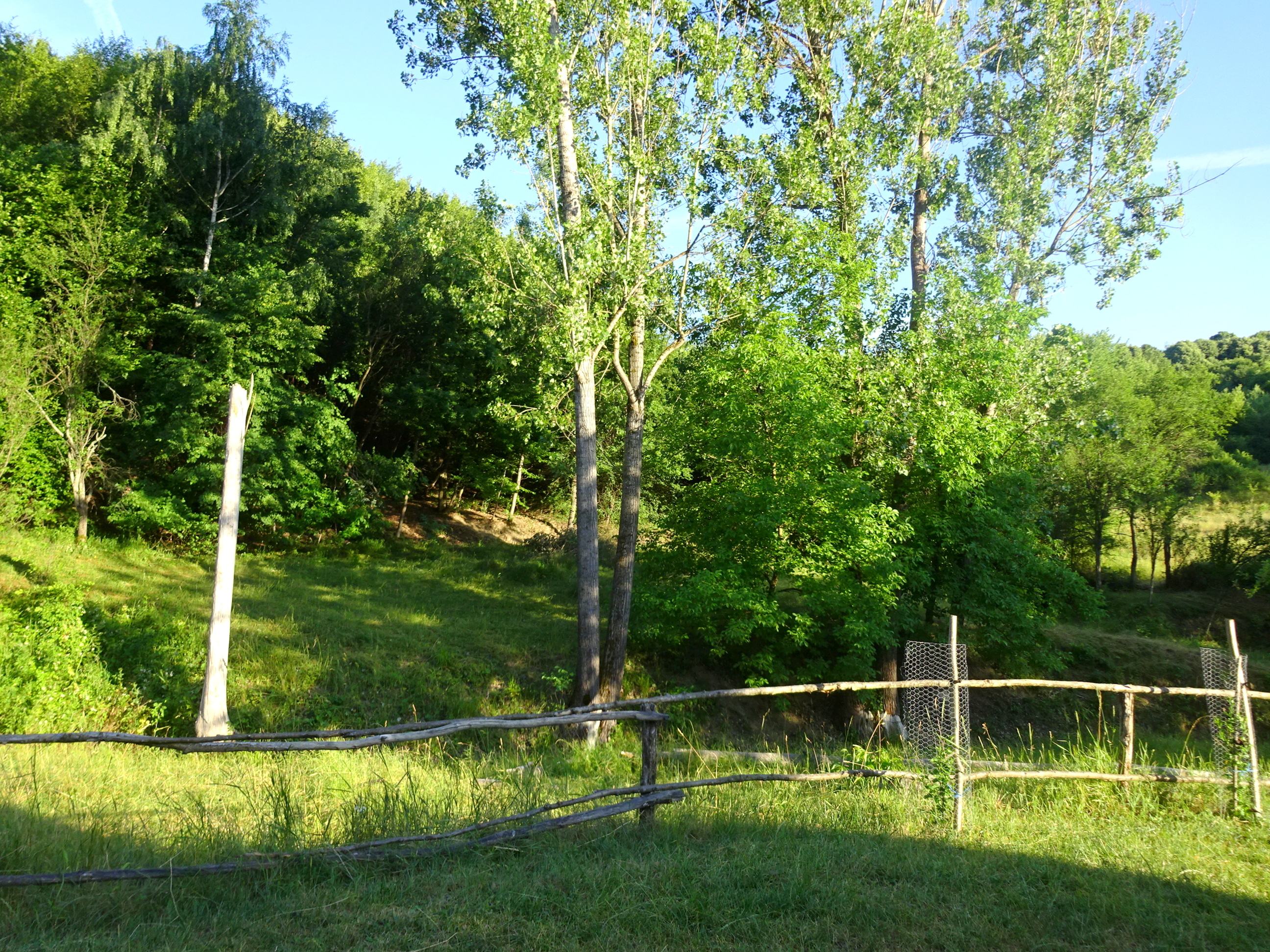
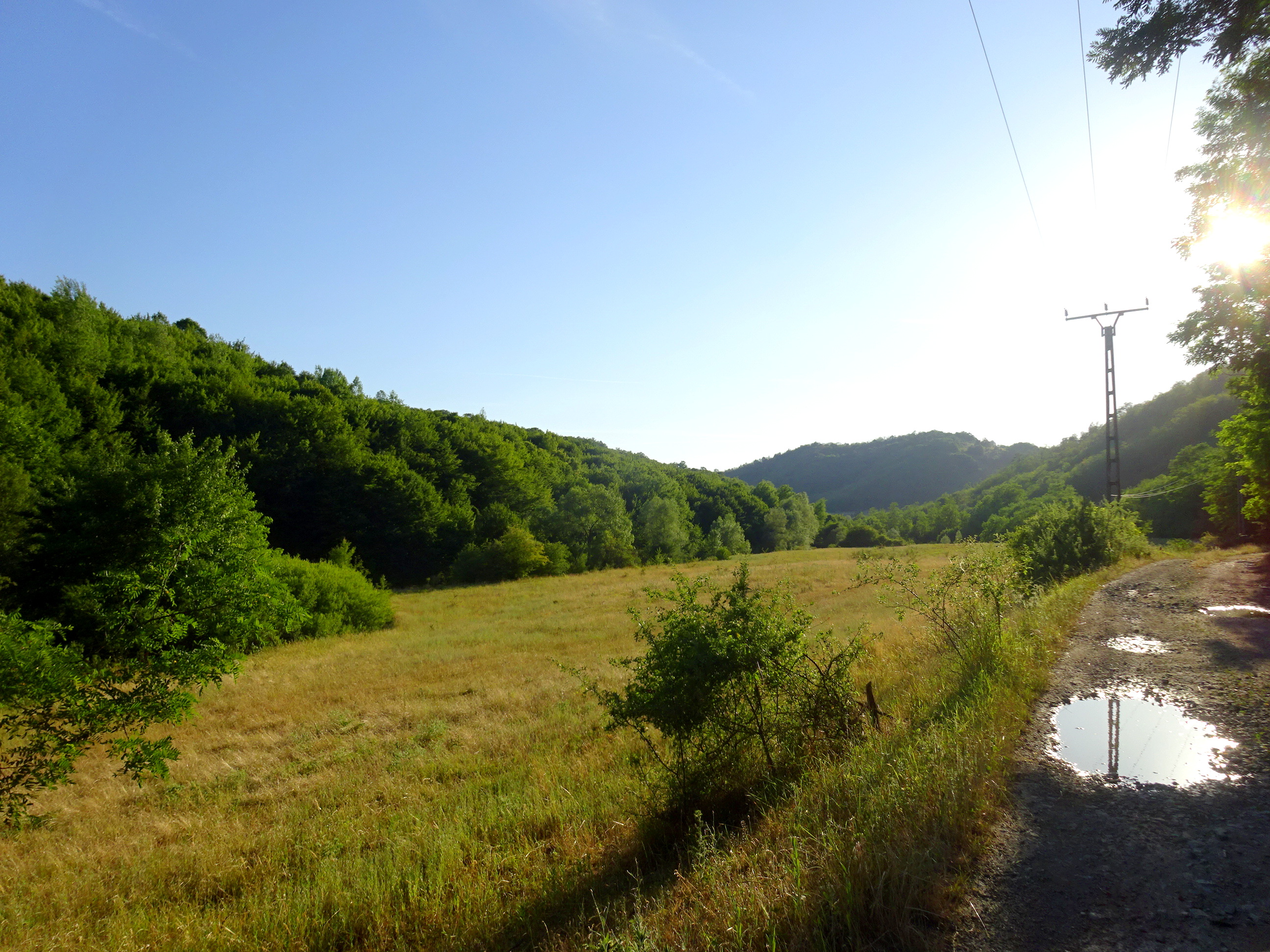
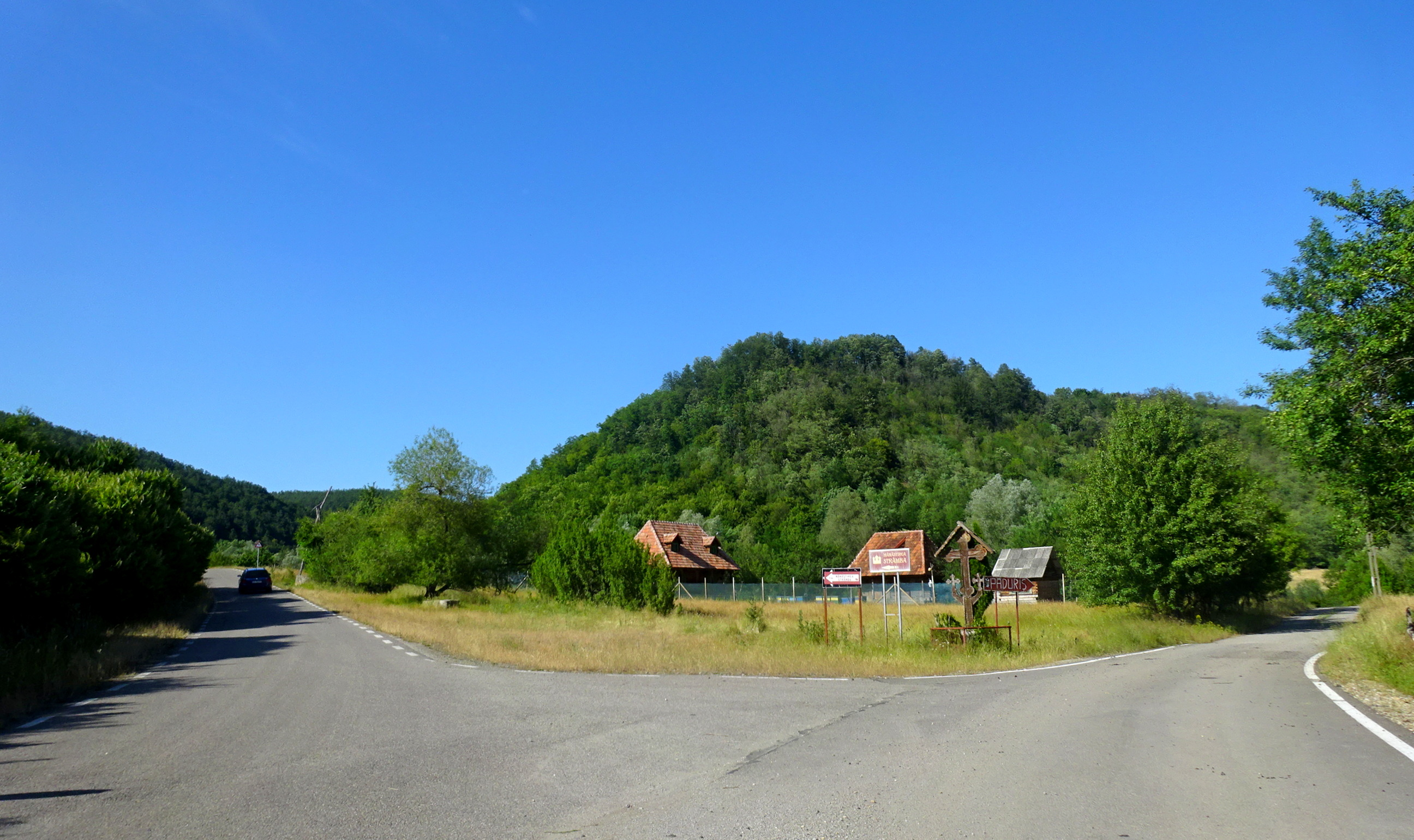
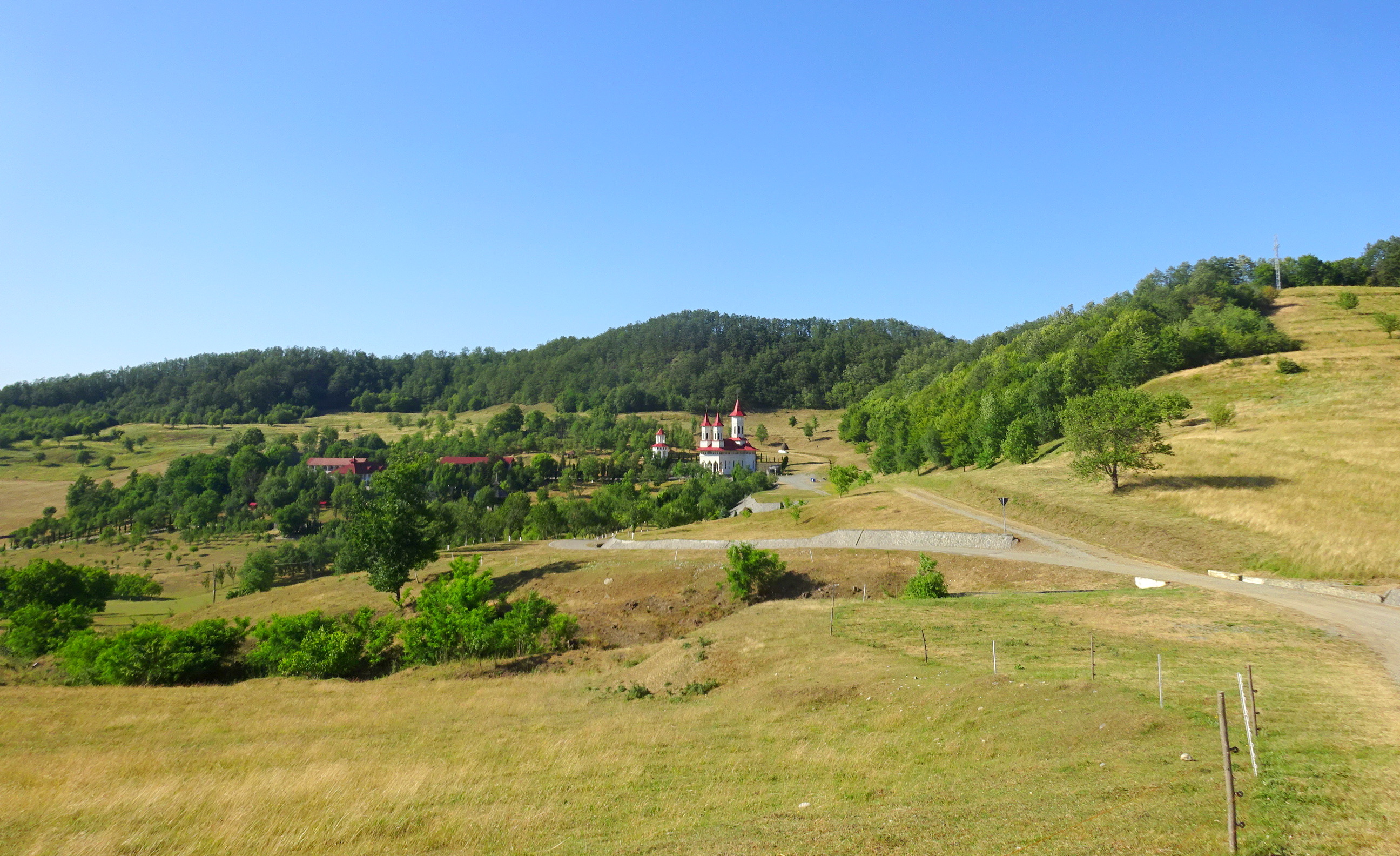
Mănăstirea Strâmba și împrejurimile
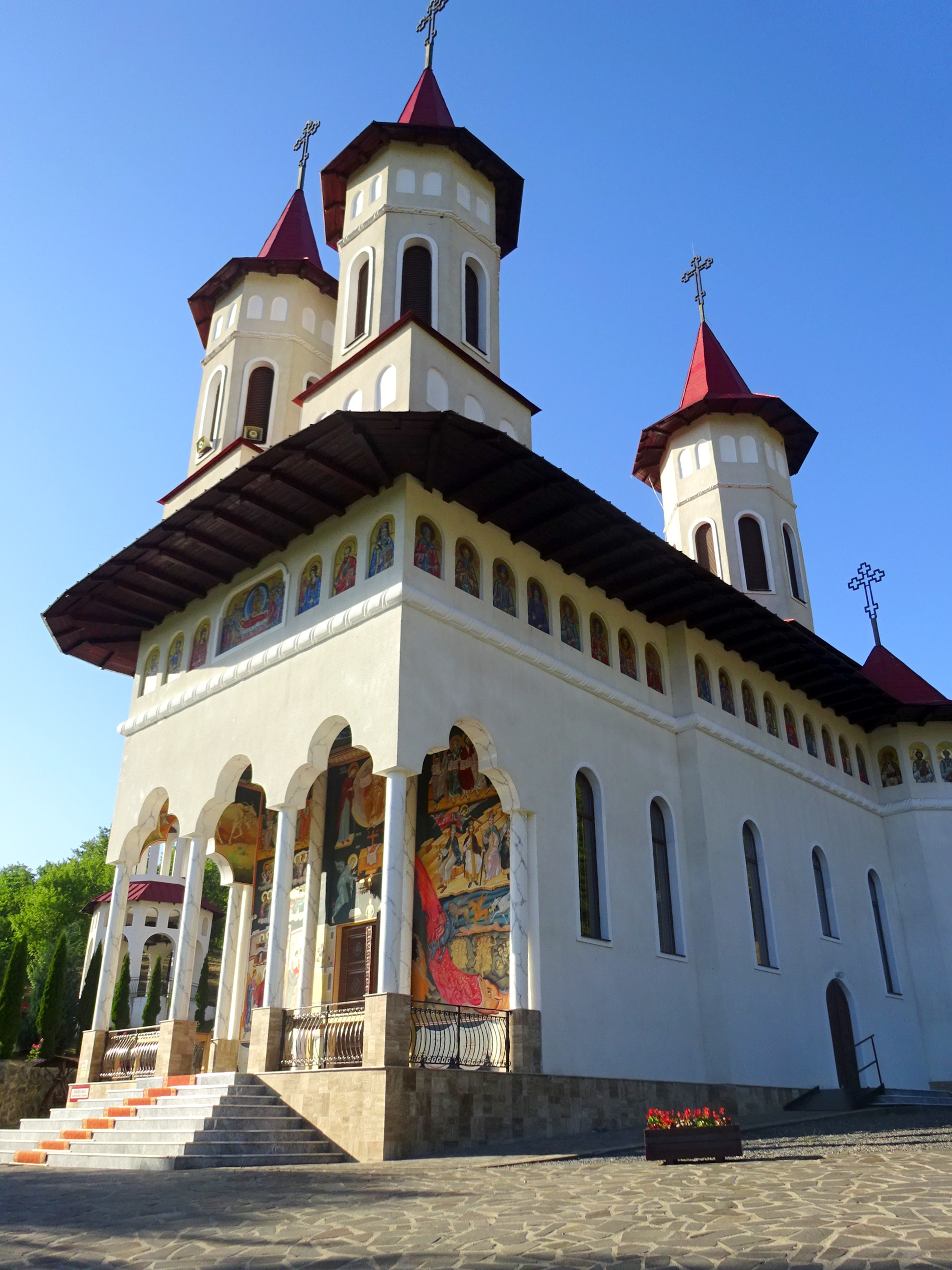
Biserica nouă cu hramul Adormirea Maicii Domnului (2010-2022)
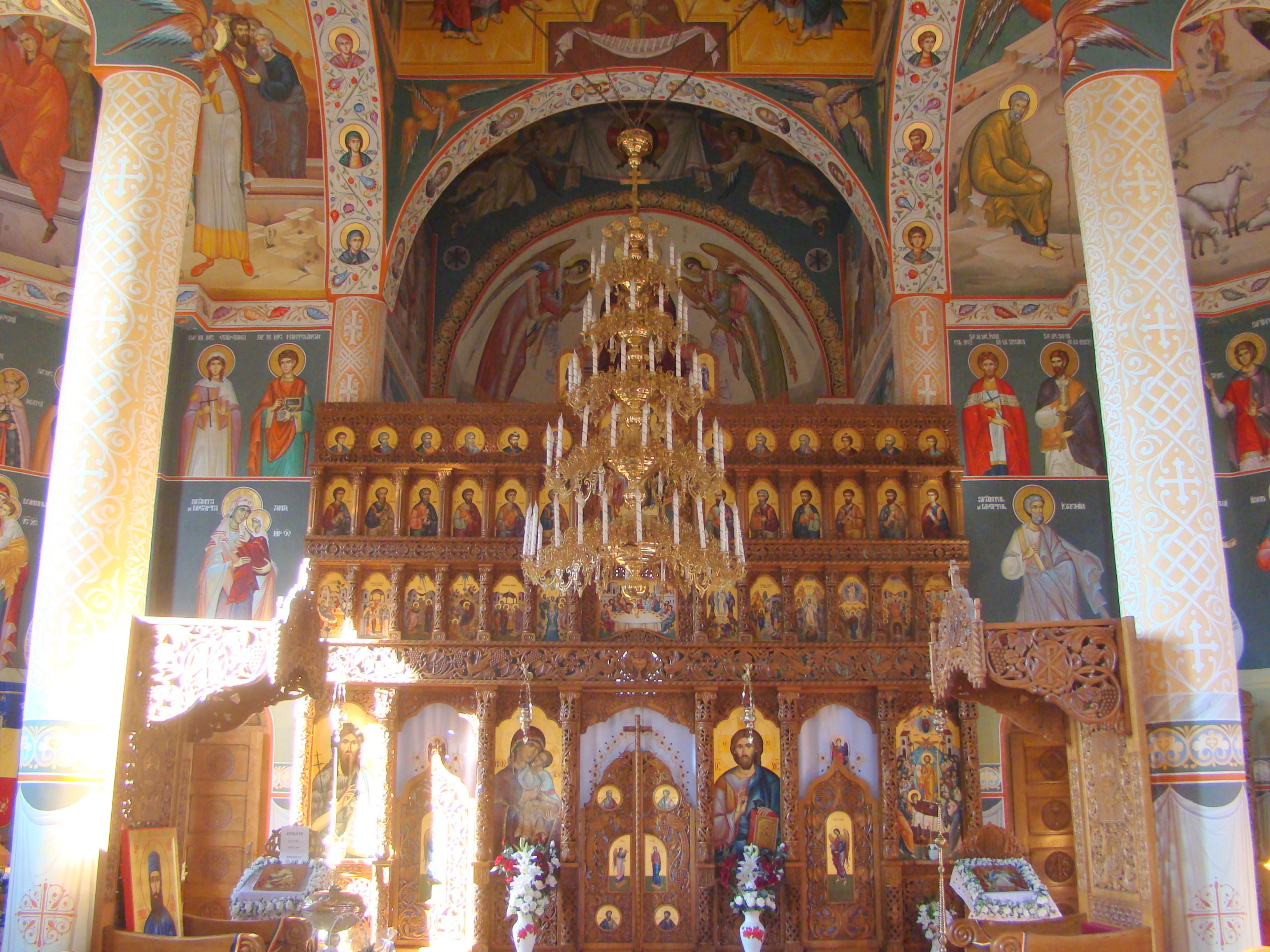
Iconostasul bisericii noi